# Джингеребер
Джингереберская соборная мечеть — в Томбукту (Мали) известный центр изучения ислама, построена в 1327 году.

## История и архитектура

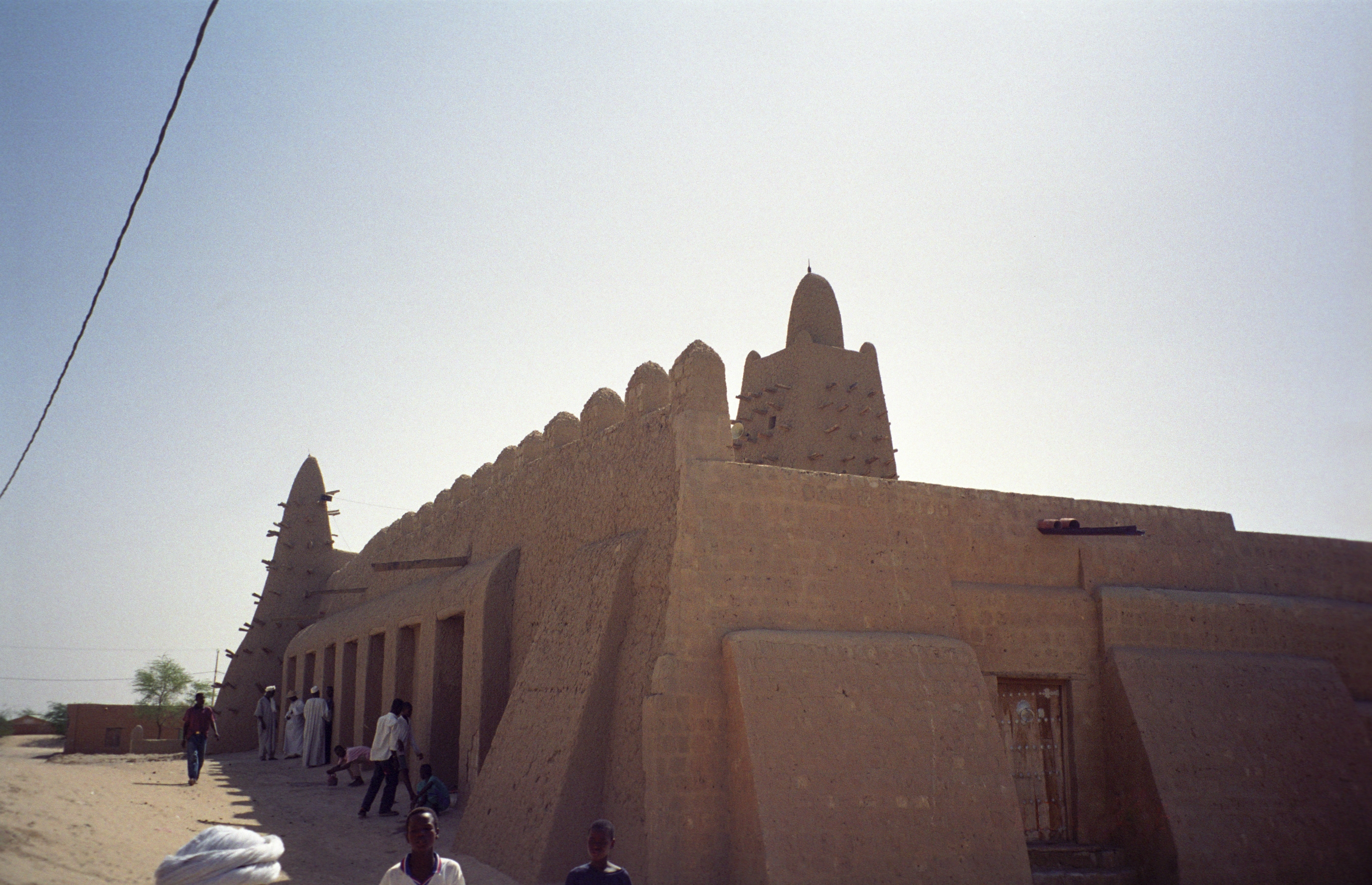
Внешняя часть мечети

За исключением маленькой части северного фасада, построенной из известняка, мечеть сделана из глины с добавлением дерева, соломы и растительных волокон. У этого строения есть три внутренних помещения, два минарета и 25 рядов столбов, выровненных с востока на запад, молитвенный зал на 2000 человек.
Джингеребер — одна из трёх медресе (Джингеребер, Санкоре и Сиди Яхья), составляющих университет Санкоре. Входит в список Всемирного наследия ЮНЕСКО с 1988 в составе объекта 119 «Исторический город Томбукту».
В 1990, специалистами было выказано опасение, что мечеть может быть засыпана песком. В июне 2006 года начался четырёхлетний проект по восстановлению мечети Джингеребер. Он проводился и финансировался Aga Khan Trust for Culture.
В 2012 году, в ходе вооружённого противостояния между правительством Мали и боевиками-исламистами, мечети Томбукту подверглись разрушению захватившими город исламистами. Были разрушены могилы мусульманских святых, находившихся при мечетях.